# クロム酸バリウム
クロム酸バリウム（クロムさんバリウム、英: Barium chromate）はバリウムのクロム酸塩で、化学式BaCrO4で表される無機化合物。黄色の結晶で、六価クロム化合物の一種である。
鉱物としては、ヨルダンで発見されたハシェマイトとして産出するが希少である。

## 反応
バリウムの水溶液とクロム酸との反応によりクロム酸バリウムの沈殿が得られる。
{\displaystyle {\ce {{Ba^{2+}(aq)}+CrO4^{2-}->BaCrO4\downarrow (gelb)}}}
水にはごくわずかしか溶けないが、酸類には可溶。
{\displaystyle {\ce {{2BaCrO4}+2H^{+}->{2Ba^{2+}}+{Cr2O7^{2-}}+H2O}}}
緑色の炎色反応を示す。

## 用途
- 花火において、酸化剤との反応速度の調整。
- 陶磁器やペンキなどの黄色顔料。顔料として用いられる場合はバリウムイエロー (Barium Yellow) 、バライタイエロー (Baryta Yellow) 、バライトイエロー (Baryte Yellow) とも呼ばれる[1]。Colour Index Generic Nameは、Pigment Yellow 31である[1]。
- 異なる金属の接合部における腐食防止剤。
- 金属の下塗り。
- マッチ。
- 点火装置。
- 爆薬の反応開始剤。

## 安全性
日本の毒物及び劇物取締法では劇物に分類される。IARC発がん性リスク一覧では六価クロム化合物として、Group1（ヒトに対する発癌性が認められる）に分類されている。摂取した場合は鼻中隔の穿孔および腎臓障害を引き起こすことがある。